# Цой, Анита Сергеевна
Анита Сергеевна Цой (имя при рождении — Анна Сергеевна Ким; род. 7 февраля 1971, Москва, РСФСР, СССР) — российская певица, композитор, поэтесса, телеведущая, предпринимательница и филантроп корейского происхождения; народная артистка Российской Федерации (2021).
Официально творческую деятельность под именем Анита начала в 1996 году. Исполняет песни популярной музыки, поп-рока, R&B и других стилей. Владеет многими музыкальными инструментами. На данный момент на счету у певицы семь альбомов, более двадцати синглов и 10 гастрольных шоу-концертов. Будучи обладательницей многочисленных музыкальных наград, в том числе восьми статуэток премии «Золотой граммофон», двух статуэток премии «Овация», звания «Заслуженной артистки России» и звания «Самая стильная певица», она регулярно появляется в качестве телеведущей на популярных каналах, принимала участие во многочисленных телевизионных программах, таких как: шоу «Цирк со звёздами» на Первом канале, «Ледниковый период. Кубок профессионалов», «Один в один!», «Маска». Вела шоу «Свадебный размер» на телеканале «Домашний». 

## Биография

### Родственники
Дед Юн Сан Хым в 1921 году иммигрировал в СССР из Кореи и в 14 лет стал батраком. В 1937 году был депортирован в Узбекистан, где стал председателем колхоза. Там же женился на молодой Анисье Егай, и у него появилось на свет четверо детей.
Мать Аниты Цой — Юн Элоиза Санхымовна (1944—2021). Родилась в Ташкенте, окончила Московский государственный университет, стала кандидатом химических наук. Отец Аниты Сергей Ким ушёл из семьи, поэтому её воспитывала одна мать. Родители развелись, когда ей был один год.

### Детство и юность
Мать назвала дочь в честь героини французского романа Ромена Роллана «Очарованная Душа» Аннет Ривьер. С самого раннего возраста мать раскрыла в дочери талант к музыке и, по словам Цой, её мать сыграла огромную роль в её музыкальном развитии. Цой стала посещать занятия по игре на скрипке, фортепиано, флейте и гитаре.

«Самые сильные и яркие впечатления связаны с мамой и музыкой, точнее звуками фортепиано. Я очень любила слушать классические произведения, которые играла мама на фортепиано, одновременно сочиняя к ним свои тексты. Уже в два года я побывала в консерватории, мама водила меня в музеи и театры, и хотя сама я много не помню, но где-то внутри все ещё живут те ощущения. И что ещё очень важно, я всегда чувствовала в своей маме поддержку всем моим фантазиям и задумкам».— 
Цой училась в школе № 55 в Кузьминках. В той же школе в параллельном классе училась Кристина Орбакайте. В 3 классе она уже начала писать песни о собаках, кошках, игрушках и пародии на учителей. Училась в музыкальной школе по классу скрипки всего два года, потому что, по её словам, учитель бил её смычком и даже сломал ей руку. По словам Цой, её внешний вид и регулярные нападки на национальной почве стали причиной того, что в школьные годы у неё не было много друзей.

«… мне все время тыкали в школе, в детском саду, даже в очереди за колбасой — моей национальностью, обзывались».— 
С 1986 по 1990 училась в Московском педагогическом училище № 9 «Арбат» на факультете дошкольного воспитания. Окончила юридический факультет МГУ, школу по классу скрипки и фортепиано, а также эстрадный факультет РАТИ по классу вокала и факультет педагогики и психологии дошкольного воспитания МГЗПИ.
В 19 лет вышла замуж за Сергея Цоя, есть сын Сергей.

## Творчество

### Музыкальная карьера
Музыкальную карьеру начала в 1996 году. Поступила на вокальное отделение ГИТИСа и начала зарабатывать деньги для записи своего дебютного альбома.
Чтобы заработать деньги на первый альбом и клип, Цой занялась продажей южнокорейских товаров на рынке в «Лужниках». Две песни под гитару, записанные на накопленные сбережения, понравились представителям музыкальной фирмы «Союз». Они предложили Цой сотрудничество, и в 1997 году она записала свой первый авторский альбом «Полёт». По версии национальной музыкальной премии «Овация», с пластинкой «Полет» Цой стала «самым громким открытием года» (1998 г.). 90 процентов песен из альбома Анита посвятила своему мужу. Вскоре вышел документальный фильм «Уроки Аниты Цой», снятый Юрием Грымовым.
В 1998 году в вышла вторая пластинка «Черный лебедь». В рамках продвижения альбома в 1999 Цой дала сольный концерт «Черный лебедь, или Храм Любви» в ГЦКЗ «Россия». Это представление было воспринято как «Лучшее шоу года», и Цой получила вторую за свою карьеру «Овацию». В этом же году ездила в США для записи англоязычного альбома «I’ll Remember You», где ей предложили работать соло — артистом в цирке Cirque du Soleil, и от чего Цой отказалась.
В 2003 году записала третий танцевальный альбом «1 000 000 минут», презентация которого прошла в клубе «Элеватор». В июне 2003 года Цой было присвоено звание «Заслуженный артист Российской Федерации». К этому времени певица полностью поменяла свой сценический образ и музыкальный стиль. В 2005 году в концертном зале «Россия» прошёл крупный шоу-концерт «ANITA». В том же году Цой подписала контракт с компанией Universal Music, под маркой которой была выпущена DVD-запись шоу. В этом же году принимала участие в полуфинале отборочного тура конкурса Евровидение с песней «Ла-Ла-Лэй».
В 2007 году совместно с Universal Music Цой записала свой четвёртый российский альбом «На восток». Цой перешла к новому сценическому стилю манга-аниме. Осенью выступила в поддержку нового альбома с шоу «На восток», прошедшим в ГЦКЗ «Россия в Лужниках». Двухдневную премьеру шоу в Москве посетило более пятнадцати тысяч человек, вышла запись живого концерта.
Шоу «ANITA» и «На восток» были признаны одними из лучших концертных сольных программ России и были транслированы на Первом канале.
В 2009 году написала второй в России Гимн шахтёрам, получивший положительные отзывы публики и критиков.
8 апреля 2010 года певица выступила с сольной программой «THE BEST», где исполнила как свои самые ранние песни, так и новые произведения из ещё неизданного альбома с рабочим названием «Глубина». Многие песни, прозвучавшие на этом концерте, имели автобиографический характер.
В 2010 году Цой на кастинге к мюзиклу «Красавица и Чудовище» познакомилась с оперной звездой Любовью Казарновской, после чего обе артистки приняли решение выступить вместе. В июне 2010 года в Московском доме музыки прошла премьера оперного шоу «Сны о Востоке», в котором Цой сыграла роль как певицы, так и режиссёра-постановщика мероприятия.
30 сентября 2011 года в Москве, а 5 октября в Санкт-Петербурге состоялась премьера нового шоу Аниты Цой «Твоя_А», приуроченного к выходу пятого русскоязычного альбома с одноимённым названием. За идею шоу был взят мир Интернета и социальных сетей. В подготовке программы участвовали более 300 человек из пяти стран: России, Венгрии, Голландии, Германии. В этом же году певица сыграла одну из главных ролей во французском мюзикле «Михаил Строгов».
В 2012 году Цой приняла участие в музыкальном шоу перевоплощений «Один в один!», где заняла в финале 4-е место по итогам зрительского голосования. В проекте она изображала Тину Тёрнер, Тимати, Бейонсе, Любовь Казарновскую, Леди Гагу, Эдит Пиаф, Аллу Пугачёву, Дайану Росс, Виктора Цоя, Шакиру и Тамару Гвердцители, а в финале — Георга Отса. Кадры с участием Аниты Цой в шоу «Один в один!» вошли в клип «Наверно, это любовь».
27 октября 2016 в Москве и 29 октября в Санкт-Петербурге состоялась премьера десятого юбилейного шоу «10|20». Название расшифровывается как десятое юбилейное шоу, 20 лет на сцене.
17 июня 2018 года Цой со сводным хором из 150 детей презентовала на Фестивале болельщиков в Ростове-на-Дону песню «Победа» (The Win), написанную к чемпионату мира по футболу.

### Вокал
Анита Цой известна своим узнаваемым, глубоким «бархатным» вокалом, который сама певица описывает как «низкий, сиплый и с драйвом». Редкий тембр голоса отметила оперная певица Нина Дорлиак, взявшая юную Цой на обучение, Любовь Казарновская и другие представители культуры.

### Творческая деятельность
За музыкальную карьеру Анита Цой не раз меняла свой музыкальный стиль и сценический образ. Так, в 1997 году она начала свою творческую деятельность как исполнительница рок-музыки, позже резко перешла на танцевальную и ритм-энд-блюз, и к 2006—2009 годам у певицы сформировался стиль, в котором главную роль играют тяжелые гитарные рифы, ударные инструменты и электронная музыкальная аранжировка. В 2010 году певица вернуласьк стилю поп-рок. Цой является автором слов и композитором большинства своих песен.
Молодую певицу Аниту Цой впервые узнала публика в конце 1990-х годов, услышав её первый поп-рок-сингл «Полет» и «пронзительную» песню «Мама», которую Цой сочинила сама ещё в молодости и посвятила детям сиротам. Певица получила премию «Овация», как «Самое громкое открытие года» с данными двумя треками и её первым альбомом «Полет» в 1997 году, выпущенным компанией «Союз». Песня «Полёт», как и несколько других треков из альбома, были написаны в стиле группы «Кино», поскольку Цой была большой поклонницей творчества этой группы:

«Я с юности являюсь самым горячим поклонником его творчества (Виктора Цоя), а свою первую песню собственного сочинения „Полёт“, с которой вышла на большую сцену более десяти лет назад, я посвятила ему».— 
Через год Цой выпустила новые треки. Такие песни, как «Далеко» и «Я не звезда» вошли в ротации крупнейших радиостанций страны. На трек «Возвращайтесь» в 2009 году был сделан ремикс, и эта песня стала ключевой к благотворительному концертному туру «Помнить, чтобы жизнь продолжалась». Эта же песня в 2010 году стала вступительным треком для нового сериала военных лет «Вторые». В 1998 году вышла и новая пластинка певицы под названием «Черный лебедь», после чего Анита Цой в некоторых СМИ стала упоминаться как «„Черный лебедь“ российской эстрады».
Певица выпустила на медиа-рынок новые композиции спустя пять лет. К этому времени Цой резко перешла к танцевальной музыке и R&B. Выпустила в ротацию песни «Это ли любовь?» и «Одному тебе», в будущем попавшие в хит-парады крупнейших радиостанций России. Позже вышла композиция «1 000 000 минут», занявшая второе место в общем музыкальном чарте TopHit. Вскоре в продажу поступает новый альбом певицы, названный «1 000 000 минут», который музыкальные критики описали как «что-то совершенно новое, динамичное».
В течение последующих четырёх лет Цой продолжила выпускать новые песни, однако за этот период она не издала ни одного альбома. Певица назвала причиной тому высокий уровень пиратства на российском медиа-рынке в эти годы. В эфиры радиостанций вышли такие композиции, как «Абсолютная игра», «Lover», «Это любовь» и «Погода — это мы». В 2006 году появился сингл «На восток», за который Анита Цой получила свою первую награду «Золотой граммофон». В честь этого на церемонии вручения Цой исполнила эту песню и одновременно выполнила воздушный акробатический номер. В 2007 году Цой выпустила новый трек «Небо», принесший ей вторую статуэтку «Золотого граммофона» и фактически ставший самым успешным синглом певицы за всю музыкальную карьеру. В 2007 году под маркой Universal Music был выпущен альбом «На восток». Комбинации тяжелых гитарных рифов, электронной аранжировки присутствуют практически в каждой песне этого альбома. Артур Малахов от Billboard дал альбому положительную оценку, прокомментировав, что

«Большинство песен на нём (в альбоме) пропитано какой-то по-восточному сдержанной мудростью. Ещё не загадочные, но уже далеко не легкомысленные тексты только усиливают ощущение отдаленности Аниты от российской фанерной попсы, а частое отождествление героини песен с природой только напоминает о восточной философской традиции».— 
Анита Цой и Universal Music в поддержку благотворительной программы «Шоу-бизнес с совестью» объявили о передаче всех доходов, полученных с продаж этого альбома, в детские дома.
Осенью 2009 года Анита Цой объявила о своем возвращении в поп-рок.

«В середине 90-х, когда я пришла на сцену, я писала песни в русле балладного поп-рока — и для меня это было очень гармонично на тот момент. И вот понадобилось больше 10 лет, чтобы я окончательно поняла, что бежать некуда и изменять самой себе, собственной сущности, в том числе и музыкальной, неправильно. Это мое внутреннее состояние, рок-н-ролл живёт в моей душе 24 часа в сутки», — говорит певица в интервью газете «Московский Комсомолец».— 
Артистка выпустила новые треки, такие как «Губ-скотч», «Помнить», «Убегай, беги», «Разбитая любовь» и «Твоя_А», баллады, написанные в стиле поп-рок . Одновременно, вернувшись к музыкальным истокам своей карьеры, Цой стала активно использовать Интернет, в особенности, социальные сети для общения с поклонниками, а также для передачи информации о последних событиях в её жизни и музыкальной деятельности. Это не могло не отразиться на её творчестве, и влияние интернет-технологий на современное общество практически становится основной концепцией как в сингле «Твоя_А», в котором ярко выражено присутствие темы всемирной паутины так и в её новом концертном шоу в поддержку нового альбома «Твоя_А».

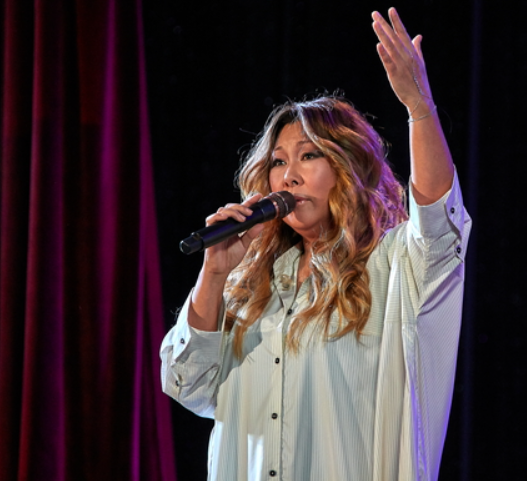
Анита Цой во время выступления на концерте. 21 октября 2021 года

Новый альбом «Твоя_А» поступил в продажу в конце сентября 2011 года, главной концепцией его стали мир и устройство социальных сетей в интернете. Подобная идея, совмещенная с преобладанием «основных» инструментов, таких как гитара, ударные инструменты, скрипка и фортепиано, была положительна воспринята критиками. В международном агентстве SputnikMusic дали альбому четыре звезды из пяти (excellent), прокомментировав, что:

В пределах поп-рока и балладного сонграйтинга, Аните Цой удалось выразить целую систему социальных сетей через свою собственную автобиографию и жизненный опыт.— 
Дмитрий Прочухан от NewsMusic поставил альбому 7 баллов из 10, также отметив интернет-тематику альбома, и прокомментировал, что «стоит признать альбом „Твоя_А“ лучшим в дискографии певицы». Алексей Мажаев от Billboard Россия дал альбому смешанную оценку и отметил, что в альбоме "текстовые страдания артистка вокально и эмоционально отрабатывает по полной программе <…>, все красиво, достойно, профессионально — и при этом нестерпимо холодно. А ведь желание подпевать зависит не от качества аранжировок, а от самих песен.

Алексей Мажаев от Billboard Россия дал альбому смешанную оценку и отметил, что в альбоме «текстовые страдания артистка вокально и эмоционально отрабатывает по полной программе <…>, все красиво, достойно, профессионально — и при этом нестерпимо холодно. А ведь желание подпевать зависит не от качества аранжировок, а от самих песен».

### Участие в телепроектах
В 2008 году Цой выступала в шоу «Цирк со звёздами»: в одном из выпусков во время выполнения акробатического трюка на шоу она упала с двухметровой высоты, но, несмотря на полученные повреждения, заново повторила свой номер, вызвав бурную овацию зрителей. Судьи поставили высший балл за исполненный трюк. Уже после съёмок выяснилось, что у Цой был очень сильный ушиб, а 13 лет тому назад она уже получала перелом позвоночника. На самом шоу Цой была одной из тех участниц, кто уже в первые дни репетиций выполнял опасные трюки без страховки.
В 2013 году под угрозой оказалось участие Цой в шоу «Один в один!». После 9-го выпуска 1-го сезона она почувствовала себя плохо, а на следующий день у неё поднялась температура. Причиной оказался аллергический дерматит, предположительно вызванный препаратом, содержащимся в гриме. Из-за болезни ей пришлось отменить выступление в Санкт-Петербурге на концерте «Disco Дача» и участие на вручении премии «Звуковая дорожка». Тем не менее, певица вернулась в проект и дошла до финала. В 2013 году в паре с Алексеем Тихоновым принимала участие в проекте «Ледниковый период. Кубок профессионалов».
С января 2016 года являлась ведущей 3-х сезонов проекта «Свадебный размер» на телеканале «Домашний».
В 2023 году приняла участие в 4 сезоне шоу «Маска» на НТВ в образе Хомяка. В десятом выпуске, вышедшем в эфир 16 апреля 2023 года маска Хомяка была разоблачена. В финале сезона в подарок на день рождения Филиппа Киркорова скрылась в образе Аиста и была разоблачена.
В 2024 году приняла участие в 7 выпуске шоу «Маска» на НТВ. В образе Бабки-Ёжки и была разоблачена.

## Благотворительность
Цой занимается благотворительностью. В 2001 году она открыла благотворительный фонд «Анита». Его деятельность направлена на поддержку детей с врожденной инвалидностью, детей-сирот, детей, пострадавших в ходе вооруженных конфликтов, детей из малообеспеченных и многодетных семей.
В июне 2009 года в концертном зале «Барвиха Luxury Village» состоялся большой благотворительный концерт. Доход составил около 160 000 евро — эту сумму передали более чем 50 детям, пострадавших в Беслане и при других терактах.
В августе 2009 года был организован концертный тур по городам Северного Кавказа, вся прибыль от которого была направлена семьям жертв террористических актов. Тур получил название «Помнить, чтобы жизнь продолжалась».
В декабре 2020 года Цой организовала благотворительный мюзикл Chicago New Woman’s, все средства от продажи билетов были переданы на операцию подопечной Русфонда — Ясмине Гармотько.
4 марта 2022 года в Международном выставочном центре «Казань Экспо» Анита Цой дала благотворительный концерт для медиков, которые помогают бороться с коронавирусом.

## Санкции
В 2022 году Анита Цой поддержала вторжение России на Украину и российскую оккупацию территорий Украины, приняла участие в марафоне «Zа Россию» организованном в поддержку российского нападения. Также приняла участие в концерте для мобилизованных, выступила в госпитале перед участниками российского вторжения.
3 июня 2022 года Латвия, за поддержку нападения на Украину, запретила Аните Цой въезд в страну на неопределённый срок как лицу, «поддерживающему кремлёвский режим».
7 января 2023 года Цой внесена в санкционный список Украины за «важную роль в российской пропаганде». Также была внесена ФБК в список коррупционеров и разжигателей войны за участие в марафоне в поддержку российской агрессии.

## Прочее
- Является членом партии «Единая Россия»[65].
- В 1991 году Анита Цой участвовала в фестивале, посвящённом будущему объединению Кореи. Фестиваль проходил в Северной Корее. Певица, в национальном корейском костюме, исполнила песню, посвящённую Ким Ир Сену и заняла первое место[7]. Ким Ир Сен подарил ей значок со своим изображением — это была самая высокая награда для иностранцев. Однако у певицы на юбке сломалась молния, и она застегнула юбку значком. Её депортировали из Северной Кореи в течение суток, и долгое время въезд туда Аните Цой был запрещён «за надругательство над ликом товарища Ким Ир Сена». В настоящий момент[какой?] этот запрет снят[7].
- Анита Цой была назначена Послом корейской культуры и туризма южнокорейским президентом Но Му Хеном во время его официального визита в Россию в 2004 году[66].
- В 2010 году, в день своего рождения, Цой открыла свой центр восточной медицины, названный «Амрита»[67]. В 2010 году певица также презентовала свой собственный интерактивный телеканал «Анита Цой TV»[68].
- В сентябре 2020 года снялась в клипе «Любимую не отдают», целью которого является поддержка Александра Лукашенко во время белорусских массовых протестов против фальсификации результатов выборов[69][70].

## Сольные альбомы
| Год выпуска | Название альбома          | Страна выпуска | Лейбл                      | Примечания |
| ----------- | ------------------------- | -------------- | -------------------------- | --- |
| 1997        | «Полёт»                   | Россия         | Союз                       | Первый альбом; Награда: «Овация» — Открытие года |
| 1998        | «Чёрный лебедь»           | Россия         | New Holywood International | Второй альбом, вслед за ним последовало шоу «Чёрный лебедь, или Храм Любви», которое Анита самостоятельно режиссировала. |
| 2000        | «I’ll remember you»       | США            | —                          | Официально этот альбом не издавался. |
| 2003        | «1 000 000 минут»         | Россия         | Real Records               | Третий альбом, отмечается резкий переход певицы к танцевальной музыке |
| 2007        | «На Восток»               | Россия         | Universal Music            | Четвёртый альбом, девять из одиннадцати песен этого альбома попали в хит-парады различных радиостанций, при условии, что альбом официально не является сборником хитов                                                                      |
| 2011        | «Твоя А»                  | Россия         | Монолит Рекордс            | Пятый альбом, номинация: Лучший альбом 2011 года |
| 2015        | «Без вещей»               | Россия         |                            | Шестой альбом. |
| 2016        | Музыка шоу "10\|20"       | Россия         |                            | Седьмой альбом. В двойной CD-альбом вошли старые хиты в новой обработке («На Восток», «Полёт», «Небо»), композиции из альбома «Без вещей», и 4 новые песни («Любовь не живёт три года», «Я буду петь», «Сумасшедшее счастье», «Я вскипела») |
| 2021        | альбом EP «Океан музыки»  | Россия         |                            | |
| 2021        | альбом EP «Океан света»   | Россия         |                            | |
| 2022        | альбом EP «Океан свободы» | Россия         |                            | |
| 2022        | альбом EP «Океан любви»   | Россия         |                            | |
| 2022        | альбом EP «Океан надежды» | Россия         |                            | |

## Синглы
В данной таблице приведены музыкальные произведения, исполняемые Анитой Цой в разные годы.
| Год       | Название сингла            | Альбом            | Примечания |
| --------- | -------------------------- | ----------------- | --- |
| 1997      | Полёт                      | Полёт             | Первый сингл |
| 1997      | Мама                       | Полёт             | В клипе присутствуют фрагменты социального ролика Юрия Грымова «Сироты».                                                                                               |
| 1998/99   | Я не звезда                | Чёрный лебедь     | |
| 1997      | Далеко                     | Чёрный лебедь     | |
| 2003/04   | 1 000 000 минут            | 1 000 000 минут   | 2-е место в чарте с 1 по 7 декабря 2003 года по версии TopHit |
| 2002      | Это ли любовь?             | 1 000 000 минут   | |
| 2003/04   | Одному тебе                | 1 000 000 минут   | |
| 2003/04   | Новогодние игрушки         | 1,000,000 минут   | |
| 2006—2009 | Абсолютная игра            | На восток         | |
| 2006—2009 | Это любовь                 | На восток         | |
| 2006—2009 | На восток                  | На восток         | Награда Золотой Граммофон, 2006; Награда юбилейного Золотого Граммофона, 2015                                                                                          |
| 2006—2009 | Панорама                   | На восток         | |
| 2006—2009 | Погода — это мы            | На восток         | Существует Remix песни |
| 2006—2009 | Lover                      | На восток         | Было отснято две версии клипа. В одной версии показывают только выступление Аниты. В другой — помимо выступления певицы, рассказывается история ищущей любовь девушки. |
| 2006—2009 | Ла-Ла-Лэй                  | На восток         | С данной песней певица участвовала в отборочном туре конкурса «Евровидение» в 2005 году                                                                                |
| 2006—2009 | Исчезать и появляться      | На восток         | |
| 2007—2009 | Небо                       | На восток         | Награда Золотой Граммофон, 2007 |
| 2007—2009 | Губ-скотч                  | Твоя_А            | |
| 2007—2009 | Возвращайтесь              | Чёрный лебедь     | Выпущен в 1998 году с альбомом «Черный лебедь», существует Remix песни                                                                                                 |
| 2007—2009 | Помнить                    | Твоя_А            | |
| 2010      | Убегай, беги               | Твоя_А            | |
| 2010      | Разбитая любовь            | Твоя_А            | Награда: Золотой Граммофон, 2011 |
| 2011      | Твоя_А                     | Твоя_А            | |
| 2011      | Молитва                    | Твоя_А            | |
| 2012      | Зима-лето                  | ❌                | Награда: Золотой Граммофон, 2012 |
| 2012      | Агент 007                  | ❌                | |
| 2013      | Наверно, это любовь        | Твоя_А            | Награда: Золотой Граммофон, 2013 |
| 2013      | Береги меня                | Без вещей         | Награда: Золотой Граммофон, 2014 |
| 2014      | Звонки                     | Без вещей         | |
| 2014      | Мой воздух, моя любовь     | Без вещей         | Награда: Золотой Граммофон, 2015 |
| 2015      | Лучше                      | Без вещей         | |
| 2015      | Лето. Латте. Любовь.       | Без вещей         | |
| 2015      | Без вещей                  | Без вещей         | |
| 2015      | История одной подписи      | Без вещей         | |
| 2015      | Никотин                    | Без вещей         | |
| 2015      | Отпускала                  | Без вещей         | |
| 2016      | Целься в сердце            | Музыка шоу 10\|20 | |
| 2016      | Сумасшедшее счастье        | Музыка шоу 10\|20 | Лауреат премии «Песня года», лауреат премии «Шансон года». Награда: Золотой Граммофон, 2017, 20 лет творческой деятельности                                            |
| 2017      | Любовь не живёт три года   | Музыка шоу 10\|20 | |
| 2017      | Я бы тебя                  | ❌                | Клип снимался в прямом эфире, одним дублем, без монтажа. |
| 2018      | Розовый мир                | ❌                | |
| 2018      | Победа                     | ❌                | |
| 2019      | Новая Я                    | ❌                | |
| 2019      | Неисправимая               | ❌                | |
| 2019      | В голове                   | ❌                | |
| 2019      | Karate                     | ❌                | 6 октября 2019 года песня стала гимном Федерации карате России |
| 2021      | Небо                       | ❌                | совместная песня с Люсей Чеботиной |
| 2021      | Пятый океан                |                   | |
| 2021      | Селёдочка                  |                   | |
| 2022      | Селёдочка                  |                   | совместная песня с Вахтангом |
| 2022      | Гимн болельщиков Олимпиады |                   | |
| 2022      | Ночь на волоске            |                   | |
| 2022      | Цойкины рецепты            |                   | 18 ноября 2022 года состоялась премьера клипа «Цойкины рецепты». Видео снято в новом жанре фуд-экшн.                                                                   |

## Фильмография
- 2005 — Дневной Дозор — эпизод
- 2007 — Затмение — вокал
- 2011 — Новогодняя sms-ка (ТВ)
- 2012 — День А (документальный фильм). Фильм о пребывании Аниты в Нижнем Новгороде в рамках тура «Твоя_А» (автор: Александр Глушков)
- 2015 — Это наши дети! (мини-сериал)

## Награды

### Музыкальные
| Год  | Проект | Награда                                                                          | Результат |
| ---- | --- | -------------------------------------------------------------------------------- | --------- |
| 1998 | Анита Цой | «Овация» — «Открытие года»                                                       | Победа    |
| 1999 | Шоу «Чёрный лебедь или Храм Любви» | «Овация» — «Лучшее шоу года»                                                     | Победа    |
| 2002 | За активную социальную позицию и поддержку прогрессивных общественно-политических преобразований в России в области благотворительности, сектор «Детство» А                                                         | «Олимпия»                                                                        | Победа    |
| 2003 | Анита Цой | Заслуженная артистка России                                                      | Победа    |
| 2004 | «За покровительство в социально-экономических программах по преобразованию г. Москвы, возрождению России и явный артистический талант»                                                                              | Лауреат Международного конкурса «Пиллар»                                         |           |
| 2004 | «За выдающиеся заслуги, способствующие укреплению экономической мощи, величию и процветанию России» | «За восстановление России.21 век»                                                |           |
| 2004 | «За активное покровительство в благотворительных программах» | «Меценат»                                                                        |           |
| 2005 | Анита Цой | «Профессионал России» (За значительные профессиональные достижения)              | Победа    |
| 2005 | Шоу «ANITA» | SHOWTEX AWARDS: «Сценический образ средствами шоу-технологий»                    | Номинация |
| 2005 | Шоу «ANITA» | SHOWTEX AWARDS: «Хореограф-постановщик танцевального шоу»                        | Номинация |
| 2005 | Шоу «ANITA» | SHOWTEX AWARDS: «Художник-постановщик»                                           | Победа    |
| 2006 | «На восток» | Золотой Граммофон                                                                | Победа    |
| 2007 | «Небо» | Золотой Граммофон                                                                | Победа    |
| 2009 | Анита Цой | Заслуженный работник Кузбасса                                                    |           |
| 2011 | «Разбитая Любовь» | Золотой Граммофон                                                                | Победа    |
| 2011 | «Твоя_А» (альбом) | NewsMusic: «Лучший альбом 2011 года»                                             | Номинация |
| 2011 | «За выдающийся вклад в развитие внешнеэкономических, международных связей Кемеровской области и укрепление межнациональных отношений» А                                                                             | Орден «Ключ дружбы»                                                              |           |
| 2012 | «Зима-лето» | Золотой Граммофон                                                                | Победа    |
| 2012 | «Ставка года» | ZD AWARDS                                                                        | Победа    |
| 2012 | Мега шоу «Твоя_А» | World Fashion Awards — «Лучшее концертное шоу»                                   | Победа    |
| 2012 | Мега шоу «Твоя_А» | Премия Муз-ТВ 2012 — «Лучшее концертное шоу»                                     | Номинация |
| 2012 | Мега шоу «Твоя_А» | Звуковая Дорожка МК — «Лучший концерт года»                                      | Победа    |
| 2012 | Мега шоу «Твоя_А» | Премия RU TV — «Концертный тур»                                                  | Победа    |
| 2013 | «Наверно, это любовь» | Золотой Граммофон                                                                | Победа    |
| 2013 | «Певица года» | ZD AWARDS                                                                        | Победа    |
| 2014 | «Береги меня» | Золотой Граммофон                                                                | Победа    |
| 2014 | «Звонки» | Звезды дорожного радио                                                           |           |
| 2014 | «За вклад в эстрадную культуру и популярную музыку» | ZD AWARDS                                                                        | Победа    |
| 2015 | «Мой воздух, моя любовь» | Премия Муз-ТВ 2015 «Гравитация» — «Лучшее женское видео»                         | Победа    |
| 2015 | «Мой воздух, моя любовь» | Золотой Граммофон                                                                |           |
| 2015 | «На восток» | Золотой Граммофон, Юбилейная премия                                              | Победа    |
| 2015 | Анита Цой | ZD AWARDS, Артист года                                                           |           |
| 2016 | «Без вещей» | Премия Муз-ТВ 2016 «Энергия будущего»—"Лучшее женское видео"                     | Победа    |
| 2016 | «Сумасшедшее счастье» | Премия «Песня года»                                                              | Победа    |
| 2016 | Юбилейное шоу «10\|20» | ZD AWARDS, «Лучшее концертное шоу»                                               | Победа    |
| 2017 | «Сумасшедшее счастье» | Премия «Шансон Года»                                                             | Победа    |
| 2017 | Юбилейное шоу «10\|20» | Премия «Top Hit Music Awards»,"Лучшее концертное шоу/Лучший концертный тур"      | Победа    |
| 2017 | Анита Цой | Премия «Top Hit Music Awards»,"Лучший режиссер/Продюсер концертных шоу-программ" | Победа    |
| 2017 | Юбилейное шоу «10\|20» | Премия журнала MODA topical «Topical style awards», «Лучшее концертное шоу»      | Победа    |
| 2017 | Юбилейное шоу «10\|20» | Премия «Fashion People Awards», «Самое стильное шоу года»                        | Победа    |
| 2017 | Юбилейное шоу «10\|20» | Реальная премия Music box Музыка вселенной (V юбилейная премия), «Шоу года»      | Победа    |
| 2017 | Анита Цой | Премия звезд российского радиоэфира «Радиомания»                                 | Победа    |
| 2017 | «Сумасшедшее счастье» | Золотой Граммофон, 20 лет творческой деятельности                                | Победа    |
| 2017 | Сертификат удостоверяющий, что Заслуженный Артист РФ назначена официальным Амбассадором (послом)"Дома болельщиков олимпийской команды России на XXIII Олимпийских зимних играх 2018 г. Пхёнчхан (республика Корея)" |                                                                                  |           |
| 2017 | Анита Цой | Присвоено звание Заслуженного Артиста Ингушетии                                  | Победа    |
| 2017 | Анита Цой | Золотой знак ДГТУ с бриллиантом                                                  |           |
| 2018 | Анита Цой | Премия журнала MODA topical «Topical style awards», «Музыка и стиль»             | Победа    |
| 2018 | Анита Цой | Премия журнала MODA topical «Мама года 2018», номинация «Творческая мама»        | Победа    |
| 2018 | Диплом в честь юбилея радиостанции в знак признательности и уважения за песни, ставшие украшением эфира Авторадио и многолетнюю любовь к радиостанции                                                               | Авторадио 25 лет                                                                 | Победа    |
| 2021 | Анита Цой | Народная артистка России                                                         | Победа    |
| 2022 | За значительный вклад в улучшение жизни общества и достижения в разных сферах деятельности | Лауреат премии DISTINCTIVE INTERNATIONAL ARAB FESTIVALS AWARDS «DIAFA — 2022»    |           |
| 2022 | Ночь на волоске | Звезды дорожного радио                                                           |           |

### Награды и звания
Почётные звания:
- Заслуженная артистка РФ (2003) — за заслуги в области искусства[89].
- Народная артистка РФ (2021) — за большие заслуги в области искусства.

Другие награды:
- Орден «Ключ дружбы» Кемеровская область (за выдающийся вклад в развитие внешнеэкономических, международных связей Кемеровской области и укрепление межнациональных отношений) (2011).
- Заслуженный работник Кузбасса (благотворительность) (2009)[90].
- «Меценат» (за активное покровительство в благотворительных программах) (2004)[76].
- Лауреат Международного конкурса «Пиллар» (за покровительство в социально-экономических программах по преобразованию г. Москвы, возрождению России и явный артистический талант) (2004)[76].
- «За восстановление России. 21 век» (за выдающиеся заслуги, способствующие укреплению экономической мощи, величию и процветанию России) (2004)[76].
- «Олимпия», (за активную социальную позицию и поддержку прогрессивных общественно-политических преобразований в России). (в области благотворительности, сектор «Детство») (2002)[76].
- Лауреат премии DISTINCTIVE INTERNATIONAL ARAB FESTIVALS AWARDS «DIAFA — 2022» За значительный вклад в улучшение жизни общества и достижения в разных сферах деятельности.Премия DIAFA 2022
- Медаль ордена «За заслуги перед Отечеством» I степени (8 июля 2024) — за большой вклад в эффективное решение общественно значимых задач и многолетнюю добросовестную работу[91][92].